# Фейсалия
Башня Фейсалия (араб. الفيصلية‎) — один из самых высоких небоскрёбов в Эр-Рияде и Саудовской Аравии. Архитектор — Норман Фостер. Высота небоскрёба — 266,9 или 267 м. Общая площадь — 223 000 м². Небоскрёб был открыт для посещения в 2000 году.

## Описание
Башня является первым небоскрёбом, построенным в Саудовской Аравии, а также одной из его главных достопримечательностей. Комплекс назван в честь короля Фейсала ибн Сауда. В здании размещены офисы и отель. Фейсалия находится вблизи другого небоскрёба — башни Королевского центра.
Архитектурная форма здания выполнена в исламском стиле. На самом верху основного здания, под шпилем находится стеклянно-золотая сфера диаметром 24 м. По показателю высоты башня занимает 89 место в мире.